# Börtönvonat Yumába
A Börtönvonat Yumába (eredeti cím: 3:10 to Yuma) 2007-es amerikai westernfilm, az Elmore Leonard novellájából készült Ben Wade és a farmer (1957) remake-je. A filmet James Mangold rendezte, főszereplői Russell Crowe és Christian Bale.
Az észak-amerikai bemutató 2007. szeptember 7-én volt, Magyarországon több mint fél évvel később, 2008. április 24-én került a mozikba.

## Cselekmény
Dan Evans, a kimerült farmer és polgárháborús veterán arra ébred, hogy csűrje lángokban áll. Két férfi gyújtotta fel Glen Hollander szolgálatában, akinek Evans pénzzel tartozik. Másnap reggel, amint kilovagol két fiával a gulya összeterelésére, belebotlanak a hírhedt bandita, Ben Wade-be és 12 fős bandájába, akik a marhák segítségével útblokádot állítottak a fegyverrel védett postakocsinak. A fosztogatás közepette Wade 5 embert veszít, majd kiszúrja az Evanseket a hegyoldalban. Mivel nem jelentenek rá nézve fenyegetést, csak lovaikat viszi magával, amiket később a Brisbee-be vezető úton kiköt egy fához. Wade az arizonai városba vágtat embereivel, hogy megünnepeljék rajtaütésük sikerét egy itallal a helyi szalonban. Ezalatt a vasútőrök ráakadnak Evansre és a támadás egyetlen túlélőjére, Byron McElroy fejvadászra. Evans elmondja, Wade minden bizonnyal Brisbee-be indult, így az őrök azonnal visszatérnek a településre, Evansszel és McElroyjal együtt. Miközben Doc Potter ellátja McElroy sérülését, Evans megpróbál egyezségre jutni Hollanderrel, aki felvilágosítja róla, hogy inkább el kívánja adni a földjét a vasútnak, semmint vízhasználati jogot biztosítani neki. Felbőszülve otthona fenyegetően közelgő elvesztésétől, Evans puskával indul Hollanderhez a szalonba, ahol rábukkan Wade-re, s kellő ideig leköti figyelmét ahhoz, hogy a vasútőrök letartóztathassák. A rabkocsi tulajdonosa, Grayson Butterfield felfogadja McElroyt, Pottert, Hollander egyik emberét, Tuckert és 200 dollár fejében Evanst, hogy a fegyenc kísérői legyenek. Miután az ideiglenesen Wade helyébe lépett, szociopata Charlie Prince halálosan megfenyegeti főnöke elfogóit és egyet le is lő közülük, azok Evans farmjánál csellel megtévesztik őt, merre tart a Wade-t szállító kocsi. A valódi konvoj Contention felé veszi az irányt, hogy ott feltegyék Wade-t a 3 óra 10 perckor érkező, a yumai területi börtönbe tartó vonatra. Az indulni készülő lovasokhoz csatlakozna Evans idősebb fia, William is, azonban Evans határozottan maradásra inti.
Az út során Wade megöli Tuckert és McElroyt, de szökését megakadályozza William meglepetésszerű érkezése. Mikor egy kanyonon keresztül a rövidebb utat választják, a csapatot apacsok támadják meg. Evans megsebesül, de Wade megmenti őt, felfegyverzi magát és sikeresen végez az indián harcosokkal. A lövöldözést követően a bandita kereket old. Egy kínai munkásokat alkalmazó építkezési területen, ahol a hegyoldalon átvezető utat ássák, Wade-et foglyul ejti a munkavezető és kínzásnak veti alá, amiért az egykor megölte a fivérét. Evans, William, Potter és Butterfield beérik Wade-et, s a sikertelen egyezkedéseket követően tettlegességet alkalmazva megszöktetik a foglyot. Amint lovaikon menekülnek a munkások és bányászok elől, Pottert halálos lövés éri, mielőtt Wade és Evans dinamittal berobbantják az alagutat, elzárva az utat üldözőik előtt. Négyen érkeznek meg végül Contentionbe, több órával a vonat menetrend szerinti érkezési időpontja előtt. Bejelentkeznek a hotel nászutas szobájába, s Butterfield közbenjárásával hamarosan csatlakozik hozzájuk három helyi marsall is.
Prince és a rablóbanda utoléri az ál-rabkocsit, megölik vezetőjét, s a benne ülő vasútőrt kifaggatva megtudják, merre is és milyen céllal szállították Wade-et valójában, így a lángokba borított kocsit hátrahagyva -és bennégetve az ál-rabot-, Contention-be indulnak. Ott megérkezve, s szembesülve a vezérüket körülvevő őrséggel, Prince 200 dollárt ajánl a lakosságból mindazoknak, akik végeznek Wade egy-egy fogvatartójával. A marsallok nem hajlandóak részt venni egyenlőtlen küzdelemben, így megadják magukat Prince-nek, aki viszont lelövi mindhármukat. Butterfield sem akarja már befejezni a küldetést, s felajánlja a 200 dollár fizetséget Evansnek, még ha Wade szabadlábra kerül is. A farmer azonban visszautasítja, s megjegyezi, hogy ekkora volt az az összeg, amit a kormány a lábáért fizetett neki. Arra kéri Butterfieldet, vigye vissza fiát Brisbee-be, fizessen a feleségének 1000 dollárt, s garantálja a vizet Hollandertől, cserébe felülteti Wade-et a vonatra. Butterfield rábólint az alkura, Evans pedig kimerészkedik Wade-del a hotelből. A két férfi a fél városon át menekül a helyiek záporozó golyóinak útjából, míg beveszik magukat egy kis raktárépületbe. Wade megelégeli a futást, s kis híján megfojtja a távozását akadályozó Evanst; végül megenyhül, mikor az felfedi neki, hogy lábát, amiről Wade már kérdezte korábban, saját bajtársa lőtte el, miközben visszavonultak a harcmezőről. E történet szégyenbe állítaná őt fia előtt, de ha eljuttatja a banditavezért Yumába, az valami olyasmi, amiért William büszke lenne rá. Wade beleegyezik, hogy felszáll a vonatra, így újra futásnak erednek, többé-kevésbé sikeresen kitérve a golyók elől, mielőtt elbarikádozzák magukat a bakterházban. Amíg ott várnak a késő vonatra, Wade is bevallja Evansnek, hogy már kétszer volt a yumai börtönben, s mindkétszer megszökött onnét.
A rablóbanda hat tagja felveszi a megfelelő pozíciót, amint a vonat befut az állomásra. A helyzetet felismerő William megriaszt egy közeli marhacsordát, s a karámból kiáramló állatok ideiglenes fedezéket nyújtanak Evansnak ahhoz, hogy fellökje Wade-et a vonatra. A férfi a vagonból gratulál a farmernek, azonban váratlanul Prince előlép a semmiből és négy golyót ereszt Evansbe, amit Wade megállásra felszólító kiáltása kísér. A bandita leugrik a vonatról s elkapja a feléje dobott, összetéveszthetetlen pisztolyát. Hosszú másodpercekig halálos csendben áll mozdulatlanul, majd bosszúszomjas ridegséggel és gyorsasággal lelövi Prince-t és a bandája maradék öt tagját. William odaszalad földön fekvő apjához, Wade-re szegezi pisztolyát, ám nem sokkal később leereszti, s haldokló apjához fordul. Wade komoran száll vissza, s átnyújtja fegyverét. Ahogy a vonat elindul, füttyent lovának, s az állat a távolodó szerelvény után vágtat...

## Szereplők
| Szereplő neve       | Színész        | Karakterleírás                                                                                             | Magyar hang   |
| ------------------- | -------------- | --- | ------------- |
| Ben Wade            | Russell Crowe  | A vadnyugatszerte hírhedt törvényen kívüli, egyszerre megnyerő modorú úriember és kíméletlen rablógyilkos. | Kőszegi Ákos  |
| Dan Evans           | Christian Bale | Féllábú farmer, az északi hadsereg egykori katonája.                                                       | Epres Attila  |
| Charlie Prince      | Ben Foster     | Wade bandájának vezető tagja.                                                                              | Tarján Péter  |
| Grayson Butterfield | Dallas Roberts | A brisbee-i seriffhivatal alkalmazottja.                                                                   | Király Attila |
| Byron McElroy       | Peter Fonda    | A Pinkertonokkal szerződésben álló fejvadász.                                                              | Trokán Péter  |
| Tucker              | Kevin Durand   | Glen Hollander pénzbehajtója.                                                                              |               |
| Doc Potter          | Alan Tudyk     | Brisbee orvosa.                                                                                            | Varga Rókus   |
| William Evans       | Logan Lerman   | Dan Evans idősebb fia.                                                                                     | Penke Bence   |
| Alice Evans         | Gretchen Mol   | Dan Evans felesége.                                                                                        | Biró Anikó    |

## Háttér
2003 júniusában a Columbia Pictures bejelentette, hogy tárgyalásokba kezdett James Mangolddal az 1957-es, Ben Wade és a farmer (másik magyar címen Ben Wade és bandája) című westernfilm új változatának rendezéséről, Michael Brandt és Derek Haas forgatókönyvéből. Miután több évig nem került közelebb a projekthez, Mangold 2006 februárjában vette magához újra a rendezői feladatot; a munkálatok megkezdését 2006 nyarára tűzték ki. Még ugyanezen hónapban Tom Cruise érdeklődését fejezte ki a gonosztevő szerepe iránt. Eric Bana neve rövid időre szintén felmerült a produkció kapcsán.

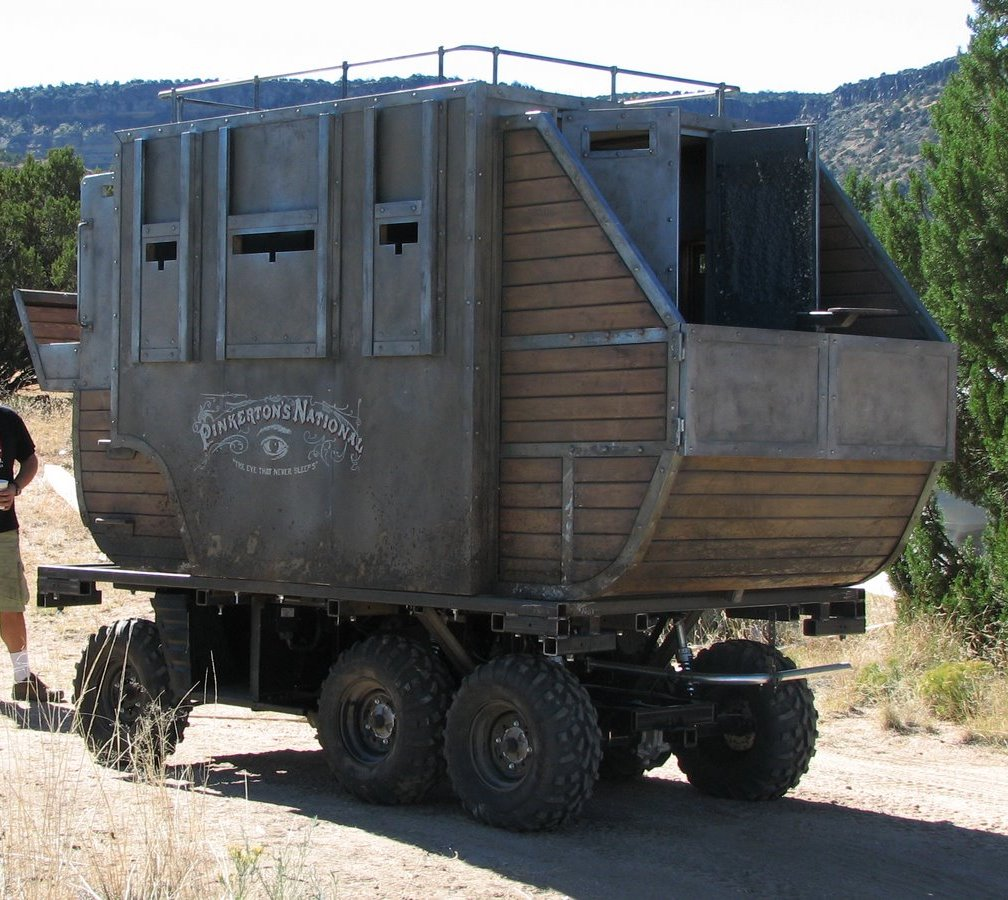
A forgatás során használt kocsi

2006 nyarán a Columbia lemondott a jogokról, s a projektet a Relativity Media karolta fel. Crowe és Bale leszerződött a két főszerepre, a Relativity pedig forgalmazó után kezdett nézni. Szeptemberre a Lionsgate Entertainment megegyezést írt alá a terjesztésről. Később a hónap folyamán Peter Fonda, Gretchen Mol, Dallas Roberts, Ben Foster és Vinessa Shaw is csatlakozott a színészgárdához. A forgatás megkezdését 2006. október 23-ára jelölték ki, Új-Mexikóban. Az első napon egy lovas az állattal együtt komoly sérüléseket szenvedett, mikor a ló beleszaladt egy kamerát szállító járműbe, elmulasztva a tervek szerinti irányváltoztatást. A stábtag kórházba került, a lovat pedig el kellett altatni a helyszínen. A jószág halálesete ügyében az American Humane Association nyomozást kezdeményezett, ami novemberre fejeződött be azzal a megállapítással, hogy a ló nem reagált megfelelően a kettős betanítási módszer miatt, a lovas pedig nem rendelkezett kellő ismerettel az állatról. A szervezet nem kérvényezte a vádemelést a producerekkel szemben. A felvételek Santa Fe környékén, Abiquiúban és Galisteóban folytak. A filmben Brisbee városát a Bonanza Creek Ranch helyettesítette, míg Contentionnek megfelelően Galisteót alakították át. A forgatás 2007. január 20-án fejeződött be.
A munkálatokat követően a Cerro Pelon Ranch petíciót nyújtott be a tulajdonukon felállított, 2 millió dolláros díszletek megtartásáért, aminek lebontása 90 napon belül volt esedékes. A Börtönvonat Yumába háromnegyedét tette ki a ranch teljes díszletállományának. 2007 áprilisában a kérést jóváhagyta a megye fejlesztési bizottsága, a jövőbeni potenciális bevétel reményében.

## Bemutató
A Börtönvonat Yumába bemutatóját eredetileg 2007. október 5-ére szánták, azonban a Lionsgate ezt egy hónappal korábbi időpontra, szeptember 7-ére módosította, hogy elkerüljék a versenytárs-westernfilmeket, a Jesse James meggyilkolása, a tettes a gyáva Robert Fordot és a Nem vénnek való vidéket. A lépésből adódóan a stúdió nem tudta a torontói filmfesztiválon való nyitásra alapozni a bemutatási stratégiát, ugyanakkor így megelőzött temérdek más, díjakra számító filmet. Tom Ortenberg, a Lionsgate elnöke szerint „Az igen figyelemreméltó és minőségi közönségfilmeket felvonultatni látszó őszi kínálat zsúfolt mezőnyében az elsők között szerettünk volna lenni, hogy a későbbieket hozzánk mérjék.” A korábbi mozibemutatónak köszönhetően a Blu-ray disc- és DVD-kiadás megjelenése január első hetére esett, a díjszezon kellős közepébe. A Lionsgate korábban hasonlóan kivitelezte az Ütközések terjesztését, ami elnyerte a legjobb filmnek járó Oscar-díjat.

## Fogadtatás
A film nagyon kedvező visszajelzéseket kapott az amerikai kritikusoktól. A Rotten Tomatoes oldalán 89%-ban található pozitív vélemény a több mint 180-ból.
Andrew Sarris, a The New York Observer újságírója szerint „Több benne a kapzsiság vezérelte korrupció, mint az eredetiben”, s hogy a film kevésbé remake, „mint inkább a film és a ma már ódivatú műfaj feltámasztása.” Sarris azt is hozzátette, Fonda és Foster „különösen emlékezetes, [….] Mr. Crowe és Mr. Bale alakítása pedig önmagában is megéri a belépőjegy árát.” A New Yorker munkatársa azt írta, az új film „pörgősebb, cinikusabb és sokkal keményebb” az 1957-esnél, Crowe-t pedig színész-zseninek titulálta. Bruce Westbrook a Houston Chronicle-től a legjobb westernnek nevezte a Nincs bocsánat óta, „egyszerre katartikusnak és intelligensnek” vélve.

### Box office
A film 2007. szeptember 7-én került 2652 moziba az Amerikai Egyesült Államokban és Kanadában. Első hétvégéjén 14 millió dollárral szerezte meg a vezető helyet a nézettségi listán, s az érdeklődés csak mérsékelten csökkent iránta, így végül 53,6 milliót keresett hazájában. A világ többi részén 14,3 millió dollárnak megfelelő, szerény bevételre tett szert, így összesen 67,9 milliót gyűjtött.

### Jelentősebb díjak és jelölések
| Díj       | Kategória                | Jelöltek                                   | Nyert-e? |
| --------- | ------------------------ | ------------------------------------------ | -------- |
| Oscar-díj | legjobb eredeti filmzene | Marco Beltrami                             |          |
| Oscar-díj | legjobb hang             | Paul Massey, David Giammarco és Jim Stuebe |          |